# تجربة عاملية

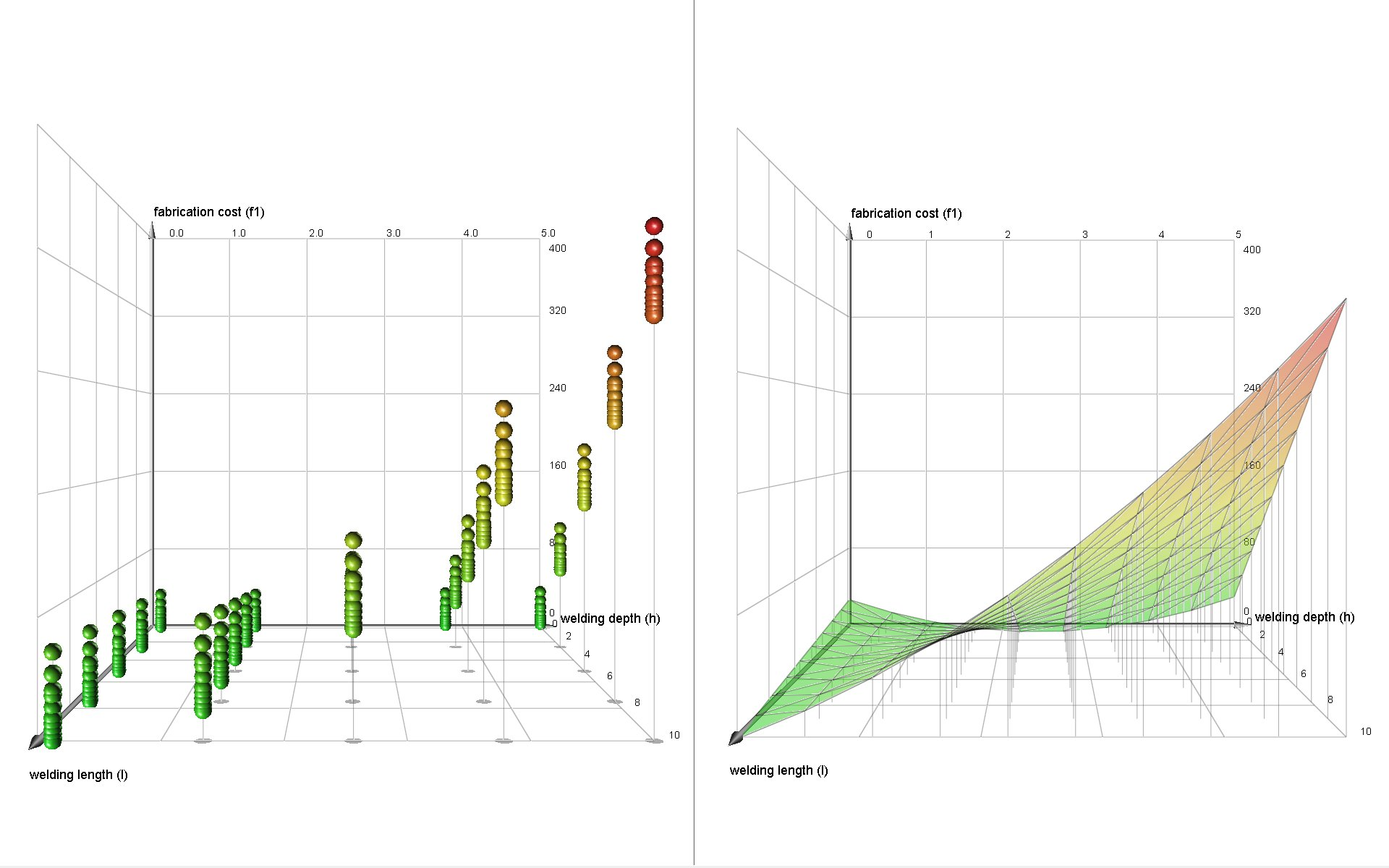
تجارب مصممة بتصميم عاملي كامل (يسار)، سطح استجابة مع كثير حدود من الدرجة الثانية (يمين).

في الإحصاء، التجربة العاملية هي تجربة يتكون تصميمها من عاملين أو أكثر، كل منها له قيم أو «مستويات» منفصلة ممكنة، وتتخذ وحداتها التجريبية جميع التوليفات الممكنة من هذه المستويات عبر كل هذه العوامل. يمكن أيضًا تسمية تصميم عاملي كامل بالتصميم المتقاطع بالكامل. تسمح هذه التجربة للمحقق بدراسة تأثير كل عامل على متغير الاستجابة، وكذلك آثار التفاعلات بين العوامل على متغير الاستجابة.
بالنسبة للغالبية العظمى من تجارب العوامل، يحتوي كل عامل على مستويين فقط. على سبيل المثال، مع وجود عاملين يأخذ كل منهما مستويين، سيكون للتجربة العاملية أربع مجموعات معالجة في المجموع، وعادة ما يطلق عليها تصميم مضروب 2 × 2. في مثل هذا التصميم، غالبًا ما يكون التفاعل بين المتغيرات هو الأكثر أهمية. ينطبق هذا حتى على السيناريوهات التي يوجد فيها تأثير رئيسي وتفاعل.
إذا كان عدد التوليفات في تصميم عاملي كامل مرتفعًا جدًا بحيث لا يكون ممكنًا من الناحية اللوجستية، فيمكن إجراء تصميم عاملي جزئي، حيث يتم حذف بعض التوليفات المحتملة (عادةً نصفها على الأقل).